# Nariño (Cundinamarca)
Nariño è un comune della Colombia facente parte del dipartimento di Cundinamarca.
Il centro abitato venne fondato da Salvador Floriano, Mariano Cortéz e Juan Cabezas nel 1833.